# Kobylnice (Slowakei)
Kobylnice (bis 1927 slowakisch „Kobulnica“; ungarisch Kabalás – bis 1907 Kobuln[y]ica) ist eine Gemeinde im Nordosten der Slowakei mit 85 Einwohnern (Stand 31. Dezember 2024), die im Okres Svidník, einem Kreis des Prešovský kraj sowie in der traditionellen Landschaft Šariš liegt.

## Geographie
Die Gemeinde befindet sich am Südrand der Niederen Beskiden, noch genauer im Bergland Ondavská vrchovina, am Zusammenfluss der Bäche Kobylnica und Bukoviansky potok im Einzugsgebiet der Topľa. Das Ortszentrum liegt auf einer Höhe von 231 m n.m. und ist sechseinhalb Kilometer von Giraltovce sowie 35 Kilometer von Svidník entfernt.
Nachbargemeinden sind Giraltovce im Nordwesten und Norden, Ruská Voľa im Nordosten, Matiaška im Osten und Südosten, Prosačov und Ďurďoš im Süden und Mičakovce im Westen.

## Geschichte
Das Gemeindegebiet wurde in der Jungstein- und Bronzezeit besiedelt, mit archäologischen Funden von Hügelgräbern der Kultur ostslowakischer Hügelgräber.
Kobylnice wurde zum ersten Mal 1363 als Alsou Kabalapataka schriftlich erwähnt, weitere historische Bezeichnungen sind unter anderen Kwbwlnyche (1372) und Kubolnicha (1414). Parallel dazu gab es im Mittelalter den Ort Vyšné Kobylnice, ebenfalls 1363 als Felseu Kabalapataka erwähnt. Nach einem Streit zwischen der Geschlechtern Cudar und Rozgonyi erhielt 1391 das letztgenannte Geschlecht den Besitz. Später lag das Dorf in der Herrschaft der Burg Čičava, im 19. Jahrhundert hatten Familien wie Bán und Dessewffy Gutsanteile.
1493 wurden sieben Porta verzeichnet, 1787 hatte die Ortschaft 40 Häuser und 273 Einwohner, 1828 zählte man 32 Häuser und 237 Einwohner, die als Landwirte und Waldarbeiter beschäftigt waren.
Bis 1918 gehörte der im Komitat Sáros liegende Ort zum Königreich Ungarn und kam danach zur Tschechoslowakei beziehungsweise heute Slowakei. Auch in der Zeit der ersten tschechoslowakischen Republik blieben Landwirtschaft und Waldarbeit Haupteinnahmequellen der Bevölkerung. Nach dem Zweiten Weltkrieg pendelte ein Teil der Einwohner zur Arbeit in Industriebetriebe in Giraltovce.

## Bevölkerung
| Jahr                | 1994 | 2004 | 2014     | 2024     |
| ------------------- | ---- | ---- | -------- | -------- |
| Anzahl der Personen | 100  | 109  | 98       | 85       |
| Unterschied         |      | +9 % | −10,09 % | −13,26 % |

| Jahr                | 2023 | 2024    |
| ------------------- | ---- | ------- |
| Anzahl der Personen | 89   | 85      |
| Unterschied         |      | −4,49 % |

Gemäß der Volkszählung 2011 wohnten in Kobylnice 95 Einwohner, davon 87 Slowaken und sieben Russinen. Ein Einwohner machte keine Angabe zur Ethnie.
80 Einwohner bekannten sich zur griechisch-katholischen Kirche, 11 Einwohner zur römisch-katholischen Kirche, zwei Einwohner zur orthodoxen Kirche und ein Einwohner zur Evangelischen Kirche A. B. Bei einem Einwohner wurde die Konfession nicht ermittelt.

## Bauwerke
- griechisch-katholische Michaelskirche im klassizistischen Stil aus dem Jahr 1788, heute verlassen und in schlechtem Zustand[6]
- moderne griechisch-katholische Kirche

## Verkehr
Nach Kobylnice führt nur die Cesta III. triedy 3532 („Straße 3. Ordnung“) als Abzweig der Cesta II. triedy 556 („Straße 2. Ordnung“) zwischen Giraltovce und Hanušovce nad Topľou.